# 627 Batalion Wschodni
627 Batalion Wschodni (niem. Ostbataillon 627) – oddział wojskowy Wehrmachtu złożony z Tatarów nadwołżańskich podczas II wojny światowej.

## Historia
Batalion został sformowany w II poł. listopada 1942 r. w centralnej części okupowanych terenów ZSRR. Podlegał Grupie Armii "Środek". Wchodził formalnie w skład Legion Tatarów Nadwołżańskich, choć faktycznie działał samodzielnie. Składał się ze sztabu, kompanii piechoty, kompanii karabinów maszynowych i szwadronu konnego. Liczył ok. 800-850 żołnierzy, w tym ok. 50 Niemców. Dowództwo objął por. Raunecker. W styczniu 1943 r. został skierowany do zwalczania partyzantki w rejonie Rosławia. W lutym tego roku uczestniczył w operacji antypartyzanckiej krypt. "Klette II". W marcu został przesunięty na zachód od drogi Smoleńsk-Rosław. W tym czasie nowym dowódcą został rtm. Sörensen. Od marca w składzie batalionu działał pluton pancerny złożony z 6 zdobycznych sowieckich czołgów T-26. 7 maja w skład oddziału włączono czwartą kompanię piechoty pochodzącą z 826 Batalionu Obrony Krajowej. W sierpniu batalion przeszedł w rejon Krzyczewia na Białorusi. Pod koniec sierpnia podporządkowano go 631 Pułkowi Bezpieczeństwa. W październiku został przetransportowany w okolice Saint-Malo w okupowanej północnej Francji z przyporządkowaniem 7 Armii. Od 1 grudnia stacjonował w Plancoët. Wchodził w skład 346 Dywizji Piechoty. 17 grudnia został przemianowany na 627 Wołgo-Tatarski Batalion Piechoty. 1 lipca 1944 r. wśród żołnierzy batalionu wybuchł bunt skierowany przeciwko niemieckiemu personelowi. Dowódca oddziału został ranny. Niemieckie oddziały stacjonujące w okolicy uśmierzyły bunt. Batalion został rozformowany, ale 20 września ponownie go odtworzono pod początkową nazwą jako 627 Batalion Wschodni. Po odwrocie z Francji oddział znalazł się na pocz. 1945 r. nad dolnym Renem. Podlegał 15 Armii. Dalsze jego losy są nieznane. Wiadomo jedynie, że żołnierze dostali się do niewoli alianckiej, po czym Tatarzy nadwołżańscy zostali przekazani stronie sowieckiej.